# Ли Лили
Ли Лили (кит. 黎莉莉, 2 июня 1915, Пекин — 7 августа 2005, Пекин) — китайская актриса.

## Биография
Родилась в Пекине в 1915 году в семье революционера-подпольщика (в начале члена партии Гоминьдан, с 1927 года — членом Коммунистической партии Китая). В 1926 году снялась в эпизодической роли в первом фильме — «Тайный герой крепости Ян» (она была в группе детей, чествовавших победителей).
Отец — Цзянь Чжуанфэй (1895—1935) Видный партийный и политический деятель Гоминьдана и Коммунистической партии Китая. В 1935 году, за несколько месяцев до смерти занимал пост заместителя начальника Главного Политического управления Красной армии Китая. После событий 12 апреля 1927 года, когда Чан Кайши начал настоящую охоту на коммунистов и левых гоминьдановцев, чтобы обезопасить детей от возможных репрессий, родители решили на какое-то время «пристроить» их: всех разослали по родственникам, а 12-летняя Ли поступила в танцевальную группу театра под руководством известного в те годы музыканта и театрального постановщика Ли Цзинхуэй. Причём, как вспоминает актриса, её именно пристроили, так как её, единственную из всех кандидатов, Ли Цзинхуэй не прослушивал и не просил станцевать, а просто сказал приемной комиссии: «Я знаю, она талантливая».
В этой труппе пробыла несколько лет, объездив с гастролями Китай и Юго-Восточную Азию (причём вместе с ней танцевала и другая будущая звезда китайского кино 1930-х годов Ван Жэньмэй и Ху Цзя). В той же труппе, но уже в качестве вокалистки, пела будущая кинозвезда и певица Чжоу Сюань.
В 1931 году снялась в эпизоде в фильме «Брызги цветущей сливы», где она была в кадре почти 30 секунд. Но этого было достаточно: на танцовщицу обратили внимание в кинокомпании Ляньхуа. С Ли был заключен контракт. Следующий фильм с её участием «Любящая кровь вулкана» принес ей известность. В этом фильме ей пришлось много танцевать, скакать на лошади, демонстрируя свою физическую подготовку.
Подлинная слава пришла к актрисе с фильмом «Маленькие игрушки», где она снялась с Жуань Линъюй. Затем шли «Большая дорога» (где Ли и Чэнь Яньянь, сыграв двух подруг, создали дуэт, надолго завоевав сердца зрителей), «Королева спорта».
Также она снималась во многих других фильмах, в 1936 году её пригласил режиссёр Фэй Му (в 1948 году этот режиссёр снимет фильм «Весна в маленьком городке», который в настоящее время признан лучшим китайским фильмом) и предложил сыграть главную роль в фильме «Кровь на Волчьей горе». На эту роль претендовала другая актриса — Цзян Цзин.
С началом японского вторжения они с женихом, а впоследствии мужем, выехали в Гонконг, где основали свою киностудию. В 1939 году Ли сыграла главную роль в фильме снятом её киностудией «Рай сиротского острова». Так закончилась её карьера киноактрисы, в 24 года.
С разгаром войны Ли с мужем выехали в США. В Голливуде карьера у Ли не состоялась, лишь один раз ей предложили сыграть в фильме, но, прочитав сценарий, отказалась, так как посчитала, что фильм оскорбителен для китайцев (музыкальная комедия 1943 года «Вокруг света»).
В 1946 году Ли с мужем вернулись в Китай, где начиналась новая гражданская война. В 1947 году была арестована властями Гоминьдана по обвинению в симпатиях к коммунистам. Друг её отца — Чжоу Эньлай, тогда заместитель председателя военного совета Китайской народной армии, лично контролировал работу по её освобождению.
После освобождения из застенков Гоминьдана, оказавшись на территории, занятой коммунистами, Ли была арестована — уже по обвинению в связях с Гоминьданом. Тогда Лили было не до кино, но её всё равно приняли в Институт кинематографии Китая, где они с мужем работали преподавателями.
В 1966 году, с началом культурной революции, хунвейбины арестовали Ли и её супруга, обрили наголо и, после кампании критики, сопровождавшейся избиениями и оскорблениями, отправили работать в коммуну.
В 1970 году, не выдержав пыток, муж Ли покончил с собой.
В 1976 году Ли Лили была освобождена и вернулась работать в институт.
В 1978 году вышла замуж за художника Ай Чжонсиня.
Умерла 7 августа 2005 года.